# Água Comprida
Água Comprida é um município brasileiro do interior do estado de Minas Gerais, Região Sudeste do país. Está situado na Mesorregião do Triângulo Mineiro e Alto Paranaíba e na Microrregião de Uberaba. Sua população, recenseada pelo Instituto Brasileiro de Geografia e Estatística (IBGE), era de 2 108 habitantes em 2022. Sua área territorial é de 492,167 km² e a densidade demográfica, de 4,3 hab/km².  Seus municípios limítrofes são Uberaba a norte e leste, Miguelópolis (SP) a sul e Conceição das Alagoas a oeste.
Mesmo estado a mais de 600 metros de altitude, Água Comprida apresenta verões quentes, muitas vezes com temperatura acima dos 30° graus, e invernos amenos e agradáveis.
Água Comprida recebe este nome por conta da existência de um riacho, que corta grande extensão do município. Inicialmente, seu território era pertencente ao município vizinho de Uberaba, fazendo com que este tivesse uma extensiva delimitação com o estado de São Paulo. Com o povoamento da vila, Água Comprida tornou-se, então, um distrito de Uberaba. O território que formava o então distrito possuía área superior aos 100.000 m² e era formado a partir da ação de alguns fazendeiros, dentre os quais se destacou Dona Carolina Teodoro de Castro, que fez a doação de dois alqueires mineiros de terra. Através da Lei Estadual nº 1039, de 12 de dezembro de 1953, Água Comprida foi elevada à categoria de município. Sua instalação solene deu-se em 31 de janeiro de 1954.